# Dysstroma grisea-effusa
Dysstroma grisea-effusa là một loài bướm đêm trong họ Geometridae.